# Los Tastes
Los Tastes är en ort i Mexiko.   Den ligger i kommunen Sinaloa och delstaten Sinaloa, i den västra delen av landet, 1 200 km nordväst om huvudstaden Mexico City. Los Tastes ligger 67 meter över havet och antalet invånare är 160.
Terrängen runt Los Tastes är platt, och sluttar söderut. Runt Los Tastes är det glesbefolkat, med 19 invånare per kvadratkilometer. Närmaste större samhälle är Genaro Estrada, 9,0 km nordost om Los Tastes. Trakten runt Los Tastes består till största delen av jordbruksmark.